# Roman Boutellier

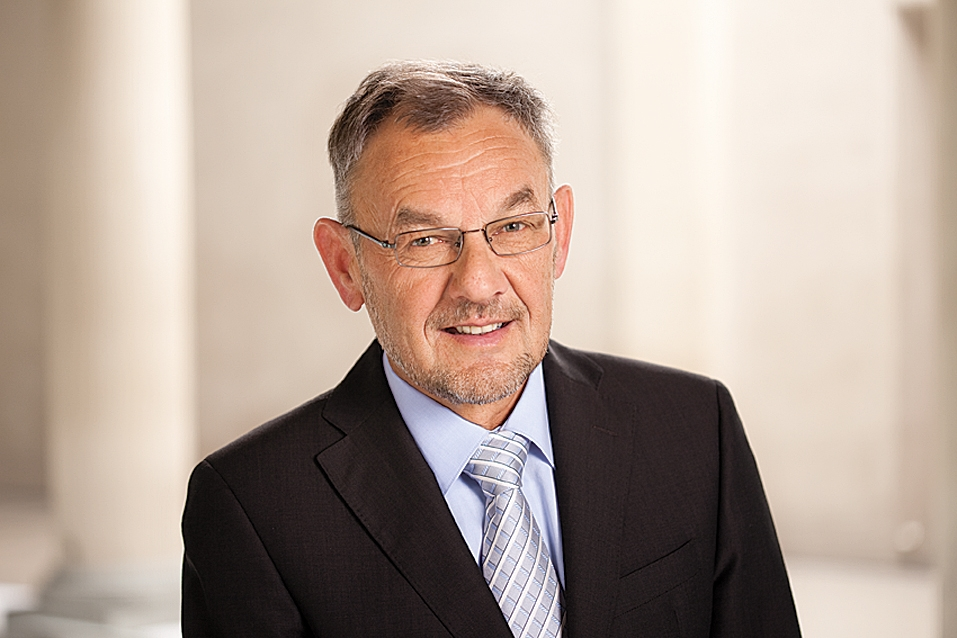
Roman Boutellier (2010)

Roman Boutellier (* 5. April 1950 in Gansingen) ist ein Schweizer Manager und Hochschullehrer. Er war von 1999 bis 2004 unter anderem Vorsitzender der Konzernleitung und Delegierter des Verwaltungsrates der SIG Holding AG (heute: SIG Combibloc Services AG).

## Werdegang
Roman Boutellier studierte an der ETH Zürich und promovierte 1979 in theoretischer (reiner) Mathematik. Als Postdoc forschte er für ein Jahr am Imperial College in London. Von 1981 bis 1987 arbeitete er bei der Firma Kern in Aarau um anschliessend bis 1993 als Mitglied der Geschäftsleitung bei der Leica AG in Heerbrugg. Während dieser Zeit schloss er auch ein Zusatzstudium in Betriebswirtschaftslehre ab. Von 1993 bis 1999 leitete er als Titularprofessor die Abteilung Innovation und Logistik an der Universität St. Gallen. 1999 trat er in die Konzernleitung der SIG Holding AG. ein und amtete auch als Delegierter des Verwaltungsrates. Von 2004 bis September 2008 war Roman Boutellier Professor für Innovations- und Technologiemanagement an der ETH Zürich, bevor er vom 1. Oktober 2008 bis zu seiner Emeritierung Ende 2015 als neues Mitglied der Schulleitung das Vizepräsidium für Personal und Ressourcen innehatte. 2005 erhielt er die "Goldene Eule", den Sympathiepreis der Studierenden der ETH Zürich für excellente Lehre. Nach seiner Emeritierung wurde Roman Boutellier zum Bankratspräsidenten der Appenzeller Kantonalbank gewählt.

## Varia
Im Jahr 2012 wurde Roman Boutellier einer breiteren Öffentlichkeit bekannt. Er wurde von Bundesrat Johann Schneider-Ammann als neuer Staatssekretär für Bildung und Forschung vorgeschlagen. Der Gesamtbundesrat folgte diesem Vorschlag wegen Verdacht auf Befangenheit aber nicht, was einer Desavouierung des Bundesrats gleichkam. Einerseits sass Roman Boutellier damals schon seit 11 Jahren im Verwaltungsrat der Ammann-Gruppe und folgte Johnann Schneider-Ammann als Verwaltungsratspräsident, als dieser in den Bundesrat gewählt wurde.
Im Jahr 2013 verunfallte Boutelliers 25-jähriger Sohn während einer Bergtour in den Glarner Alpen tödlich. Er galt als erfahrener Berggänger, genau gleich wie sein Vater, der damals im Vorstand des Akademischen Alpen-Club Zürich war und fast alle Viertausender in der Schweiz bestiegen hatte.